# Un amour exemplaire
Un amour exemplaire est une bande dessinée scénarisée par l'écrivain Daniel Pennac, dessinée et mise en couleur par Florence Cestac et publiée en 2015 par Dargaud. Il s'agit d'une bande dessinée partiellement autobiographique dans laquelle Pennac narre son enfance et sa relation avec un couple atypique, Jean et Germaine Bozignac, installés à La Colle-sur-Loup. Issus de milieux sociaux très différents, ils choisissent de vivre leur amour sans travailler ni avoir d'enfant. L'album met également en scène la création de l'ouvrage. L'œuvre attire l'attention de nombreux critiques et devient une pièce de théâtre jouée en France et en Italie.

## Synopsis
Daniel Pennac, écrivain, propose à Florence Cestac de dessiner un ouvrage dans lequel il évoque ses souvenirs d'enfance ; le récit met plusieurs fois en scène le processus de création de l'œuvre. Dans sa jeunesse, Pennac passe les vacances à La Colle-sur-Loup chez sa grand-mère et il y fait la rencontre de Jean et Germaine Bozignac, un couple âgé qui, dans son idéal d'amour fusionnel, refuse de travailler et d'avoir des enfants, assurant ses revenus par les talents de Jean aux cartes à jouer et par le commerce de livres rares. Germaine et Jean sont issus de milieux sociaux différents : elle était domestique et il était marquis. Leur mariage provoque une rupture avec leurs familles respectives. Les deux conjoints passent beaucoup de temps à lire et à faire l'amour ; leur collection d'ouvrages s'étend dans toutes les pièces de leur maison, jusque dans la cuisine. Lorsque Jean apprend qu'il a le cancer, le couple transmet à Pennac des objets personnels, notamment la voiture. Jean décède et Germaine se suicide quelques jours plus tard.

## Personnages
- Florence Cestac est une auteure française de bande dessinée ; sa carrière artistique lui a valu plusieurs distinctions culturelles, notamment le grand prix de la ville d'Angoulême en 2000. Son style narratif et graphique se caractérise par un trait rond, le gros nez des personnages et l'angle humoristique des récits.
- Daniel Pennac est un écrivain français, connu surtout pour la saga du personnage Benjamin Malaussène[3] ; il a publié de nombreux ouvrages. Dans son enfance, il se rend à La Colle-sur-Loup, chez sa grand-mère, où il rencontre Jean et Germaine Bozignac[1]. C'est par eux qu'il découvre la littérature[2].
- Germaine Bozignac (née Loignon) était fille de chiffonniers[4]. Elle exerce comme couturière pour la mère de Jean, qui devient amoureux d'elle. Ses parents n'approuvent pas son union car Jean, ayant rompu avec sa famille, est devenu pauvre. Germaine n'hésite pas à couper les ponts pour se marier[5].
- Jean Bozignac était marquis. Sa mère arrange un mariage avec une jeune femme d'un milieu social correspondant au sien, mais il se marie avec Germaine, ce qui entraîne la rupture familiale définitive[5]. Bibliophile et amateur de littérature, il assure leur existence en vendant des livres et en jouant aux cartes[1]. Il est décrit comme peu attirant[4].

## Genèse de l'œuvre
Dans son enfance, Daniel Pennac admirait ce couple « totalement improductif » qui lui a donné le goût de la littérature. Florence Cestac et Daniel Pennac se connaissent et s'apprécient depuis longtemps. Daniel Pennac admire le dessin expressif et vivant de Cestac ainsi que le pouvoir d'évocation de la bande dessinée, où une case peut restituer l'équivalent de plusieurs pages d'un roman. Il se permet néanmoins des libertés avec la réalité, des « licences romanesques ».
L'ouvrage commence par un hommage aux victimes de l'attentat contre Charlie Hebdo : Florence Cestac se déclare profondément affectée par l'attaque menée en janvier 2015.
Cestac emploie une légère rupture dans son style : sur l'insistance de Pennac, qui décrit le nez de Jean Bozignac comme « un quart de brie », elle n'emploie pas un gros nez rond (sa « marque de fabrique ») mais un nez tordu : au lieu d'une « patate », le nez ressemble à un « haricot géant ». Par ailleurs, bien que l'artiste déteste dessiner les voitures, elle accepte de mettre en image une Dauphine nécessaire à l'histoire.

## Accueil critique
La bande dessinée est accueillie favorablement dans la presse généraliste : Aujourd'hui en France le décrit comme « drôle, touchant, réjouissant ». Le Point émet une chronique positive. L'Est républicain signale l'humour de cette narration servie par « le trait tout en ronde nervosité de Cestac » et la Tribune de Genève commente le sourire, le rire et l'émotion qu'inspirent l'album. Télérama relève le dynamisme narratif et esthétique de cette histoire pleine de « charme ». Centre Presse estime qu'il s'agit d'« une histoire indispensable tellement elle est jolie et donne du plaisir ». Selon Le Figaro littéraire, « l'histoire et le dessin, un genre de Bidochon distingué, sentent bon les années 1970 ». Pour Midi libre, l'œuvre constitue « un vrai délice ». L'Indépendant réserve un accueil positif à cet ouvrage plein de fantaisie. Le Populaire du Centre estime que l'album est « jubilatoire ». Le Soleil conclut sa chronique par : « il s'agit là d'une BD fort bien écrite, qu'on dévore et qui nous dessine un sourire sur les lèvres ».
En novembre 2015, soit sept mois après la sortie, Cestac annonce que l'album s'est vendu à 25 000 exemplaires.

## Postérité
La bande dessinée est adaptée dans une mise en scène de Clara Bauer au Théâtre du Rond-Point : dans le spectacle, Pennac lit à voix haute et les acteurs jouent tandis que Florence Cestac dessine en direct. La pièce reçoit un accueil critique favorable dans Atlantico, La Croix, L'Express. Le spectacle tourne ensuite en Italie dans plusieurs villes, sous le titre Un amore esemplare,.
Pour Florence Cestac, un album précédent, Le Démon de midi, a déjà remporté un large succès public et critique en 1996 ; Michèle Bernier l'a adapté au théâtre avec un succès durable.

#### Presse bédéphile
- Benoît Cassel, « Un Amour exemplaire », sur Planète BD, 3 avril 2015
- Florence Cestac (interviewée) et Jean-Laurent Truc, « Interview : Florence Cestac avec Un Amour exemplaire, à la vie, à la mort », sur ligneclaire.info, 30 avril 2015
- Tristan Martine, « Un Amour exemplaire - Par D. Pennac et F. Cestac - Dargaud », sur Actua BD, 23 juin 2015
- Mélanie Monroy, « Un amour exemplaire », sur BoDoï, 30 juin 2015
- Gilles Ratier, « Un amour exemplaire par Florence Cestac et Daniel Pennac », sur BD Zoom, 13 avril 2015
- (it) « Daniel Pennac e Florence Cestac a Milano per “Un amore esemplare” », sur lospaziobianco.it, 29 janvier 2018

#### Presse généraliste
- Romain Brethes, « Florence Cestac : sexe, littérature, cheveux blancs... et Charlie ! », Le Point,‎ 4 avril 2015 (lire en ligne)
- Bricej, « De si modestes héros : Germaine et Jean », Le Journal de Saône-et-Loire,‎ 3 mai 2015
- Florence Cestac (interviewée) et Marie-Hélène Clam, « Florence Cestac, la papesse du gros nez », Le Télégramme,‎ 6 avril 2017
- Rodolphe de Saint Hilaire, « Un amour exemplaire : Pennac a vraiment un pouvoir d'empathie exceptionnel », Atlantico,‎ 6 novembre 2018
- Florence Cestac (interviewée), Daniel Pennac (interviewé) et Christophe Levent (intervieweur), « Cestac et Pennac, l'amour parfait », Aujourd'hui en France,‎ 3 mai 2015 (lire en ligne)
- Lysiane Ganousse, « Quand l'amour a la patate ! », L'Est Républicain,‎ 11 avril 2015
- E. L., « Mélange des genres », L'Express,‎ 31 octobre 2018
- La rédaction, « Livre. Florence Cestac dédicace sa dernière BD créée avec Daniel Pennac », Le Maine libre,‎ 6 juin 2015
- D. P., « Un amour exemplaire », L'Express,‎ 8 avril 2015
- Daniel Pennac (interviewé) et Aurélia Vertaldi, « Daniel Pennac : « L'amour absolu est un acte de résistance » », Le Figaro,‎ 24 avril 2015
- Delphine Peras, « L'histoire vraie d'Un amour exemplaire, de Pennac et Cestac », L'Express,‎ 15 avril 2015 (lire en ligne)

#### Radio et audiovisuel
- Florence Cestac et Daniel Pennac, « Florence Cestac et Daniel Pennac pour Un amour exemplaire », sur France Culture, 30 juin 2015
- La rédaction, « Daniel Pennac et Florence Cestac réunis sur scène pour « Un amour exemplaire » », sur arte, 16 octobre 2018
- Jean-François Cadet, « Daniel Pennac et Florence Cestac, regards sur un amour exemplaire », sur RFI, 1er juin 2015
- Sonia Patricelli, « Un amour exemplaire : Florence Cestac croque la vie de couple », sur France24, 14 avril 2015